# هل تؤمن بالسحر (فلم)
هل تؤمن بالسحر (بالإنجليزية: Do You Believe in Magic)، هُو فيلم وثائقي أمريكي صدر سنة 2008، ويتناول قصة حياة ماجيك جونسون. فاز الفيلم بجائزة أفضل فيلم وثائقي ‏ خلال 4th Africa Movie Academy Awards.

## وصلات خارجية
- هل تؤمن بالسحر على موقع IMDb (الإنجليزية)
- هل تؤمن بالسحر على موقع قاعدة بيانات الفيلم (الإنجليزية)
- هل تؤمن بالسحر على موقع ليتربوكسد (الإنجليزية)
- هل تؤمن بالسحر على موقع كينوبويسك (الروسية)